# My Favourite Stranger
«My Favourite Stranger» és el seixantè senzill del grup anglès de música electrònica Depeche Mode, publicat com a cinquè 
senzill del seu àlbum Memento Mori.

## Producció
És una de les quatre cançons que conté l'àlbum escrites per Martin Gore amb la col·laboració del músic anglès Richard Butler, de Psychedelic Furs. És la primera vegada que Gore componia una cançó en col·laboració d'una persona fora de la banda, i de fet, va ser Butler que es va oferir a compondre junts algunes cançons. Butler li va enviar algunes lletres a Gore, llavors aquest va afegir la música i a partir d'aquí es van reenviar diversos canvis per acabar component set cançons. En aquest moment, Gore tenia el dilema de si engegar un projecte paral·lel amb Butler, però va considerar que la majoria d'aquestes cançons tenien suficient qualitat i que tindrien més exposició si s'incloïen en la discografia de Depeche Mode.
El videoclip oficial va ser dirigit per Anton Corbijn i es va publicar el 21 de setembre de 2023.

## Llista de cançons
| 1.            | «My Favourite Stranger» (Boris Brejcha Remix)     | 7:06  |
| 2.            | «My Favourite Stranger» (Ela Minus Remix)         | 3:48  |
| 3.            | «My Favourite Stranger» (Long Island Sound Remix) | 4:46  |
| 4.            | «My Favourite Stranger» (Sunken Cages Remix)      | 4:20  |
| 5.            | «My Favourite Stranger» (Al Wootton Remix)        | 5:38  |
| Durada total: | Durada total:                                     | 25:38 |

| 1.            | «My Favourite Stranger» (Boris Brejcha Remix)     | 7:06  |
| 2.            | «My Favourite Stranger» (Ela Minus Remix)         | 3:48  |
| 3.            | «My Favourite Stranger» (Long Island Sound Remix) | 4:46  |
| Durada total: | Durada total:                                     | 15:40 |